# FORUM
FORUM ist ein geplanter Erdbeobachtungssatellit im Rahmen des Earth-Explorer-Programms der ESA. Der Satellit soll erstmals die von der Erde abgegebene Wärmestrahlung im fernen Infrarotbereich vom Weltraum aus messen. Ziel des Projekts ist ein besseres Verständnis des Energiehaushalts der Erde und der globalen Erwärmung. FORUM steht als Abkürzung für Far-infrared Outgoing Radiation Understanding and Monitoring („Verständnis und Überwachung der ausgehenden Strahlung im fernen Infrarot“).

## Missionsplanung
Im September 2019 fiel die Entscheidung für FORUM als neunte Earth-Explorer-Mission. Das Projekt setzte sich damit gegen SKIM durch (Sea-surface Kinematics Multiscale monitoring), einen Missionsvorschlag zur Untersuchung der Strömungen und Wellen an den Meeresoberflächen. Als frühestmöglicher Starttermin wurde Mitte 2026 genannt. Der Satellit soll dann mit einer Vega-C-Rakete in eine sonnensynchrone Erdumlaufbahn in 830 km Höhe gebracht werden. Ersatzweise könnte auch eine Ariane 62 verwendet werden.